# Naturidentisches Aroma
Ein naturidentisches Aroma ist eine Komposition aus chemisch definierten Aromastoffen, die die gleiche molekulare Gestalt wie natürlich vorkommende Aromastoffe haben – also chemisch identisch sind –, aber nicht (oder nur teilweise) aus natürlich vorkommenden Stoffen gewonnen werden.
Naturidentische Aromastoffe werden daher vollständig oder zumindest teilweise durch chemische Synthese hergestellt.

## Definition
Bei naturidentischen Aromastoffen handelt es sich um „chemisch definierte Stoffe mit Aromaeigenschaften, die durch chemische Synthese oder durch Isolierung mit chemischen Verfahren gewonnen werden und mit einem Stoff chemisch gleich sind, der in einem Ausgangsstoff pflanzlicher oder tierischer Herkunft […] vorkommt“. Naturidentische Aromastoffe haben also ein natürliches Vorbild in der Natur, werden aber synthetisch hergestellt. Der Begriff des naturidentischen Aromastoffs war in der EU rechtlich in der Richtlinie 88/388/EWG definiert. Nach der aktuell gültigen europäischen Verordnung (EG) Nr. 1334/2008 (Aromenverordnung) wird bei der Zulassung nicht mehr zwischen natürlichen, naturidentischen und künstlichen Aromastoffen unterschieden.

## Verwendung
Lebensmittel werden aus vielerlei Gründen aromatisiert. Zum einen um Lebensmittel schmackhafter zu machen, zum anderen um die Verluste von Aromen im Herstellungsprozess auszugleichen.
Hierfür werden häufig naturidentische Aromastoffe eingesetzt, da sie für die Aromatisierung von Lebensmitteln im Gegensatz zu künstlichen Aromastoffen nicht explizit zugelassen werden müssen – sie sind ja den Naturstoffen chemisch gleich – und die Reinheitsanforderungen entsprechend hoch sind. Der Verbraucher steht dem naturidentischen Aroma häufig kritisch gegenüber und bevorzugt das natürliche Aroma. Dabei sollte nicht ignoriert werden, dass bei Verwendung naturidentischer Aromen die von Natur aus in aromaliefernden Pflanzen vorkommenden toxischen Verbindungen (siehe Aroma) aufgrund des Herstellungsverfahrens nicht auftreten.
Des Weiteren spielen finanzielle Gründe und die Verfügbarkeit eine maßgebliche Rolle. So ist es z. B. nicht möglich, den gesamten Bedarf an Erdbeeraroma für Joghurt, Dessertspeisen, Speiseeis, Bonbons etc. über natürliche Erdbeerextrakte zu decken. Ein anderes Beispiel ist das Vanillearoma: reines Vanillin aus der Bourbon-Vanille ist sehr teuer und seine Verfügbarkeit eingeschränkt, weshalb man auf synthetisches Vanillin als Naturident ausweichen muss. Aus der Kombination von wenigen bis zu einigen Dutzend für den Aromaeindruck maßgeblichen Verbindungen kann der Flavorist ein Aroma kombinieren, das dem natürlichen Aroma aus mehreren hundert Substanzen sehr nahekommen kann.

## Kritik
Die zunehmende Aromatisierung von Lebensmitteln ist umstritten. Kritiker wenden ein, dass die Menschen, besonders Kinder, den Geschmack „echter Lebensmittel“ zunehmend vergessen.

## Unterscheidungsmöglichkeiten zu natürlichem Aroma
Es existieren einige wenige chemisch-analytische Methoden, um die Verwendung eines naturidentischen Aromastoffs nachzuweisen. Gemäß den rechtlichen Bestimmungen in Deutschland darf bei der Kennzeichnung von Lebensmitteln der Begriff „natürliches Aroma“ nur dann verwendet werden, wenn ein natürliches Aroma im Sinne der Aromenverordnung eingesetzt wurde. Die schwierige Nachweisbarkeit und immense Preisunterschiede können aber zum Missbrauch der Kennzeichnung verleiten.
Dies wird dadurch erleichtert, dass naturidentische Aromastoffe ihren natürlichen Vorbildern chemisch gleich sind und etablierte instrumentell-analytische Verfahren wie Gaschromatographie oder Gaschromatographie-Massenspektrometrie zur Unterscheidung von natürlichen Aromastoffen und deren Naturidenten nicht ausreichen. Zu ihrer Unterscheidung profitiert man einerseits davon, dass viele Naturstoffe chiral vorkommen, so auch einige Aromastoffe, wohingegen die naturidentischen Aromastoffe meist als Racemat durch chemische Synthese gebildet werden. Durch eine Enantiomerenanalytik können somit einige aromawirksame Ester, Lactone und Terpene gut unterschieden werden. Für die große Zahl der achiralen Aromastoffe kann diese Analysenmethode nicht angewendet werden. Des Weiteren könnten enantioselektive Synthesen und Racematspaltung in Zukunft hier zunehmend Schwierigkeiten bereiten.
Eine leistungsfähige Unterscheidungsmöglichkeit ist für achirale Aromastoffe deren Isotopenzusammensetzung, da sich natürliche Aromastoffe von naturidentischen im Mengenverhältnis der stabilen Isotope unterscheiden. Man bedient sich vorrangig der Isotopenzusammensetzung der stabilen Isotope von Wasserstoff, Kohlenstoff und Sauerstoff. Diese wird maßgeblich vom Photosynthese-Typ der Pflanze (C3/C4/CAM), chemisch-physikalischen und biochemischen Prozessen sowie der geographischen Lage beeinflusst. Mittels Isotopenverhältnis-Massenspektrometrie können die Isotopenverhältnisse analysiert werden. Als weitere leistungsfähige Isotopentechnik findet die Deuterium-Kernresonanzspektroskopie (SNIF-NMR) Anwendung, um anhand der Deuteriumverteilung im Aromamolekül eine Unterscheidung zwischen natürlich und naturidentisch zu ermöglichen. Diese Techniken werden auch bei der Herkunftsbestimmung von Lebensmitteln sowie der Weinanalytik eingesetzt. 
Auch der Gehalt an 14C kann als Anhaltspunkt genommen werden. Da 14C radioaktiv ist, und in der Hochatmosphäre ständig durch die Interaktion mit kosmischer Strahlung neu gebildet wird, und über Pflanzen, die 14CO2 chemisch binden, in die Nahrungskette gelangt, enthalten alle Lebewesen 14C. Biomasse enthält ebenfalls 14C, nicht jedoch fossile Brennstoffe. Ist ein Aromastoff also aus petrochemischen oder anderweitig fossilen Ausgangsstoffen hergestellt, so enthält er kein oder kaum 14C und ist damit als Produkt eines chemischen Labors „entlarvt“. Da allerdings viele Aromastoffe chemisch oder biochemisch aus Biomasse-Rohstoffen wie Holz gewonnen werden können, kann die Ermittlung des 14C-Gehalts nicht für sich genommen die Verwendung naturidentischer Aromen und deren fälschliche Deklaration ausschließen. Bei industriellen Grundchemikalien wie Ethanol, welche auch für den menschlichen Verzehr produziert werden, schreibt das Lebensmittelrecht teilweise explizit vor, dass die Gewinnung nicht aus fossilen Rohstoffen erfolgen darf, wenn der menschliche Verzehr das Ziel ist.